# روبرت جونز (فارس)
روبرت جونز (بالإنجليزية: Robert Jones)‏ هو فارس أمريكي، ولد في 1913 في كاليفورنيا في الولايات المتحدة، وتوفي في 10 مارس 1938.